# Дубровка (станция метро)
«Дубро́вка» — станция Московского метрополитена, расположена на Люблинско-Дмитровской линии. Открыта 11 декабря 1999 года на действующем участке между станциями «Крестьянская застава» и «Кожуховская». Названа по одноимённой местности. Проектное название до начала 1990-х годов — «Шарикоподшипниковская».

## История
Из-за водонасыщенных грунтов возникли проблемы со строительством наклонного хода станции, изначально планировавшейся к открытию в составе пуска первого участка. 
Вследствие задержки строительства была открыта незапланированная «Кожуховская», а Дубровка временно попала в разряд пропущенных станций, аналогично станции «Шаболовская».
Станция открыта 11 декабря 1999 года на действующем участке между станциями «Крестьянская Застава» и «Кожуховская». Стала 161-й станцией Московского метрополитена.

## Вестибюли и пересадки
Выход в город осуществляется через единственный подземный вестибюль по эскалаторам на Шарикоподшипниковскую улицу к заводу «Московский подшипник» и торговым рядам «Дубровка». Возможна пересадка на одноимённую станцию Московского центрального кольца, расстояние до которой составляет 600—700 метров.

## Архитектура и оформление
Станция «Дубровка» — колонно-стеновая трёхсводчатая глубокого заложения (глубина — 62 метра), сооружена по новому проекту без подплатформенных помещений, колонны и путевые стены опираются на монолитную плиту.
Путевые стены и колонны-стенки станции облицованы светлым мрамором. Пол выложен серым, красным и чёрным гранитом. Для освещения применены световоды оригинальной конструкции. В северном торце центрального зала расположено мозаичное панно «Золотая рыбка» (художник — З. Церетели).
Разница глубины «Дубровки» и «Кожуховской» составляет 50 метров. Это можно заметить, стоя на первой из них по второму пути и смотря в сторону прибывающего поезда: становится видно, что тоннель поднимается резко вверх сразу за станцией.

## Путевое развитие
За станцией при движении в сторону от центра расположен однопутный оборотный тупик.

## Наземный общественный транспорт
На этой станции можно пересесть на следующие маршруты городского пассажирского транспорта:
- Автобусы: м79, 766, с799
- Трамваи: 12, 43

## Галерея
| - Название станции на путевой стене - Посадочная платформа - Мозаичное панно - Эскалаторы |

## Станция в цифрах
- Таблица времени прохождения первого поезда через станцию[3]:

| По чётным числам                         | Будние дни | Выходные дни |
| По нечётным числам                       | Будние дни | Выходные дни |
| В сторону станции «Крестьянская застава» | 05:43:00   | 05:43:00     |
| В сторону станции «Крестьянская застава» | 05:43:00   | 05:43:00     |
| В сторону станции «Кожуховская»          | 06:01:00   | 06:01:00     |
| В сторону станции «Кожуховская»          | 06:01:00   | 06:01:00     |